# Santalum papuanum
Santalum papuanum là một loài thực vật có hoa trong họ Santalaceae. Loài này được Summerh. miêu tả khoa học đầu tiên năm 1929.